# GateWall Mail Security
GateWall Mail Security (ранее Gatewall Antispam) — это условно-бесплатное программное обеспечение, являющееся полноценным почтовым шлюзом со встроенными средствами антиспам, антивирусной проверки, а также системой защиты от потери конфиденциальной информации. Разработан российской компанией Entensys и предназначен для использования компаниями среднего и малого бизнеса, а также корпоративным сектором.
На сайте разработчика доступна демо-платформа (недоступная ссылка) для тестирования продукта.

## Безопасность
Gatewall Mail Security поддерживает протоколы SSL, POP3s, SMTPs и IMAPs. Для проверки почтового трафика представлены четыре антивирусных модуля: от Лаборатории Касперского, Avira, Panda Software и (по заявлению разработчика) основанный на "облачных" технологиях Entensys Zero-Hour. Реализована работа с вложенными файлами.

## Антиспам
Gatewall Mail Security использует несколько технологий фильтрации почтовых сообщений: на основе DNS (DNSBL, RHSBL, Backscatter, MX, SPF, SURBL), "облачный" антиспам, собственная реализация фильтрации Байеса. Разработчик заявляет об уровне детекции спама в 97 процентов и очень малой вероятности ложного срабатывания фильтров.

## Интеграция по IMAP с почтовиками
Gatewall Mail Security поддерживает интеграцию по IMAP с другими почтовыми серверами, например, MS Exchange и Lotus Domino.

## Мониторинг и статистика
Почтовый шлюз от компании Entensys отслеживает все процессы, происходящие с письмами, проходящими через него. Gatewall Mail Security позволяет выполнять фильтрацию почтовых сообщений по нескольким критериям: дате, статусу обработки, отправителю. Письма, ошибочно отнесенные к спаму, можно заново отправить с помощью данного функционала. Также продукт поддерживает работу со списками исключений.

## Резервное копирование
Gatewall Mail Security поддерживает копирование почтовых сообщений. Если необходимо перенести письма, то выполняется это копированием нескольких папок и файлов. Процесс "отката" назад пока что в продукте не реализован.

## "Облачные" технологии
В продукте компании Entensys используются "облачные" антиспам и антивирус Entensys Zero-Hour. Первый позволяет достигать заявленных показателей в области детекции спама и ложного срабатывания, второй — недопущения прохождения на ящик пользователя зараженных писем.

## Data Loss Protection System
GateWall Mail Security оснащен модулем защиты от потери данных (иначе DLP — Data Loss Protection), который предотвращает утечки конфиденциальных данных, а также препятствует проникновению нежелательной информации извне. Решение позволяет блокировать, задерживать сообщения, или оповещать ответственного за информационную безопасность о подозрительных письмах. В GateWall Mail Security используется три типа фильтрации: Регулярные выражения (Regexp), Сравнение документов (Docmatch) и Лемматизатор (Lemmatizer).

## Награды
- Approved by Antimalware.ru
- Лучший софт 2011 по версии журнала PC Magazine:RE